# Mangoustanier
Garcinia mangostana
Espèce
Classification APG III (2009)
Synonymes
- Mangostana garcinia Gaertn.[1]

Le mangoustanier, ou mangoustan (Garcinia mangostana) est une espèce de plantes à fleurs du genre Garcinia, famille des Clusiaceae. 
Il s'agit d'un arbre tropical à feuillage sempervirent originaire d'Insulinde, d'Indonésie (Java, Bornéo, îles de la Sonde, Moluques…), de Thaïlande. Il pousse principalement en Asie du Sud-Est. Il est introduit et cultivé dans d'autres régions tropicales telles que le Sud-Ouest de l'Inde, le Sri Lanka, Porto Rico, la Floride,, l'Amérique du Sud (ex. : Colombie, Nord-Est du Brésil…) et l'Afrique centrale (ex. : République démocratique du Congo). Cet arbre atteint 25 mètres de hauteur.
Le fruit sphérique violet foncé, appelé mangoustan ou mangouste, est réputé pour son excellente chair blanche parfumée, sucrée, acidulée, juteuse, et un peu fibreuse. Les mangoustans sont des fruits très appréciés en Asie et en Afrique centrale pour leurs propriétés gustatives et curatives. Le mangoustan est un des fruits les plus riches en antioxydants naturels, dont au moins quarante xanthones (concentrés dans le péricarpe).
Le mangoustan appartient au même genre que d'autres espèces moins connues, telles que le Cherapu (en) (Garcinia prainiana) et le Charichuelo (en) (Garcinia madruno).

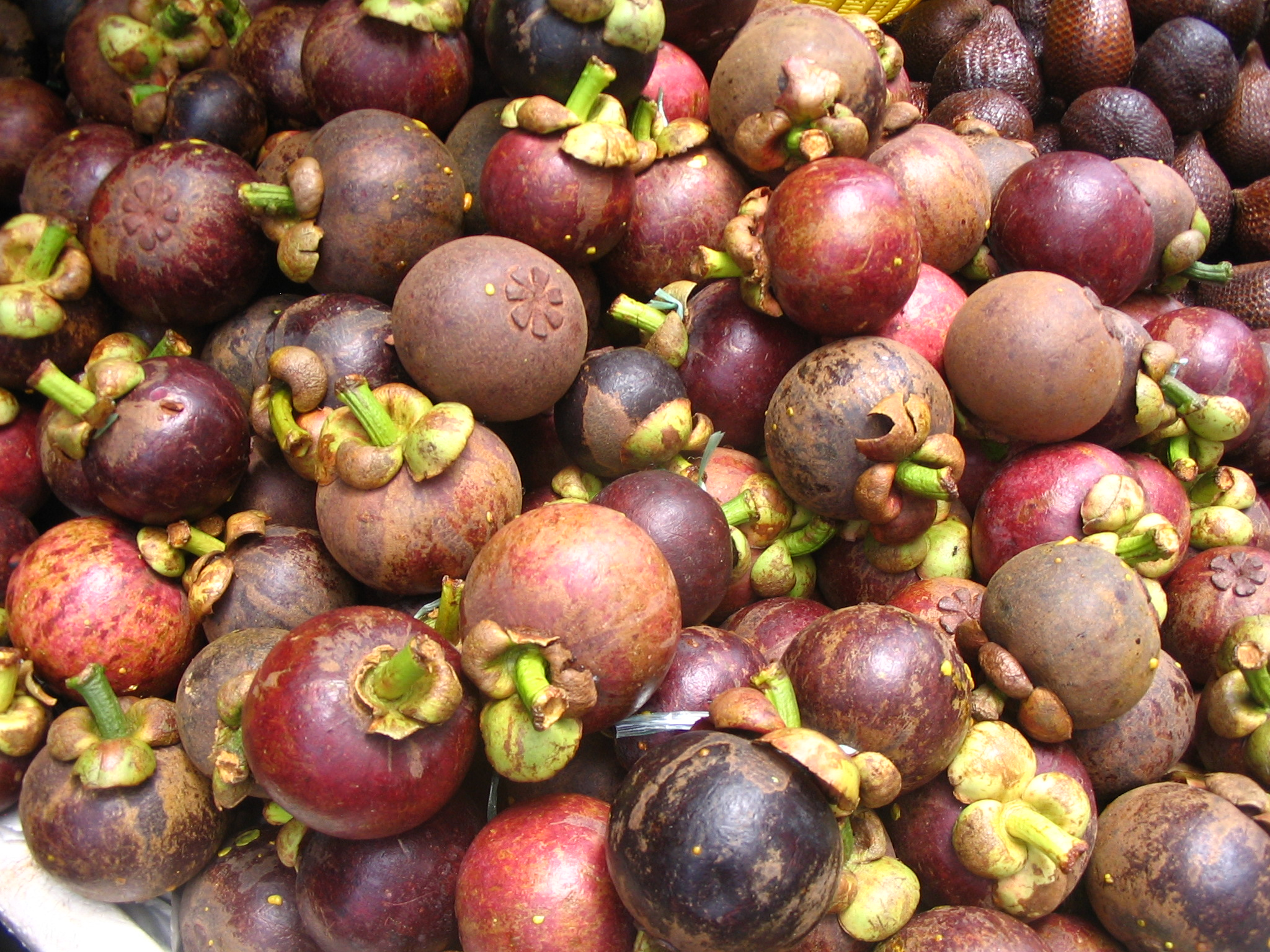
Mangoustans sur un étal de marché.
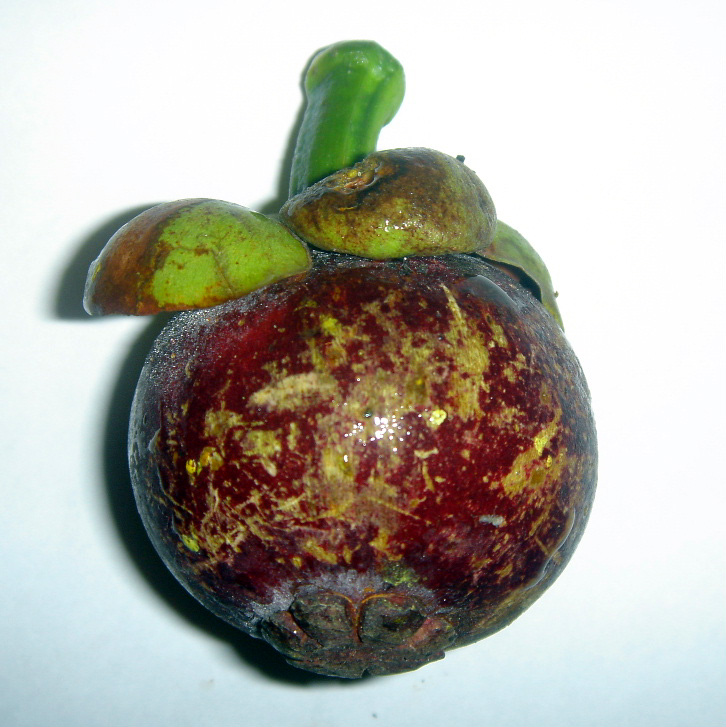
Mangoustan isolé.
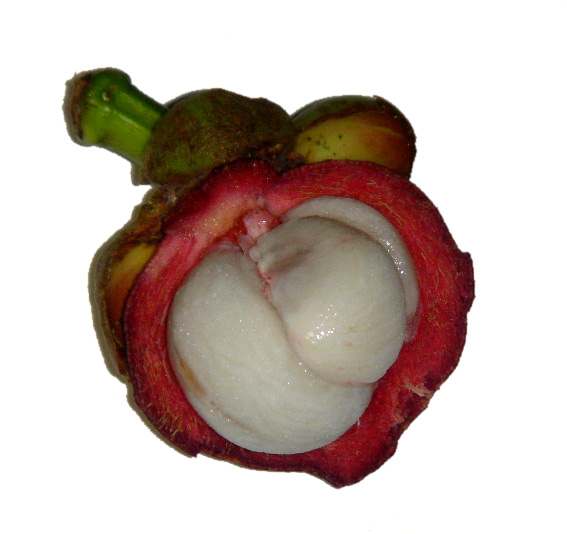
Fruit ouvert montrant ses quartiers comestibles.

## Description
Cet arbre atteint de 10 à 25 mètres de hauteur. Il n'est pas connu à l'état sauvage et plusieurs auteurs pensent qu'il est le fruit de l'hybridation d'espèces proches (possiblement Garcinia malaccensis et Garcinia hombroniana), ce qui pourrait expliquer son agamospermie obligatoire. 
Il porte des feuilles simples opposées, épaisses et coriaces, elliptiques-oblongues, de 15 à 25 cm de long[réf. nécessaire], vert foncé. L'ensemble de ses organes est parcouru de canaux laticifères contenant un abondant latex jaune collant.
Les fleurs ont un diamètre de 4 à 6 cm. Elles sont roses, blanc crème au centre, avec quatre pétales et sépales en inflorescences fourchues. Les fleurs s'ouvrent l'après-midi et les pétales tombent ensuite rapidement
Le fruit sphérique de couleur marron pourpre peut atteindre 9 cm de diamètre. Il conserve à sa base les 4 sépales de la fleur, ainsi que les marques du stigmate à son apex. Il se compose d'une épaisse couche externe non comestible très amère de couleur rouge-violet foncé (exocarpe), entourant l'arille de l'endocarpe (couche interne de l'ovaire) constitué par une chair blanche comestible parfumée, sucrée, acidulée, juteuse, un peu fibreuse, organisée en 5 ou 6 quartiers (comme les agrumes),, qui recouvre chaque graine de la forme et la taille d'une amande moyenne.

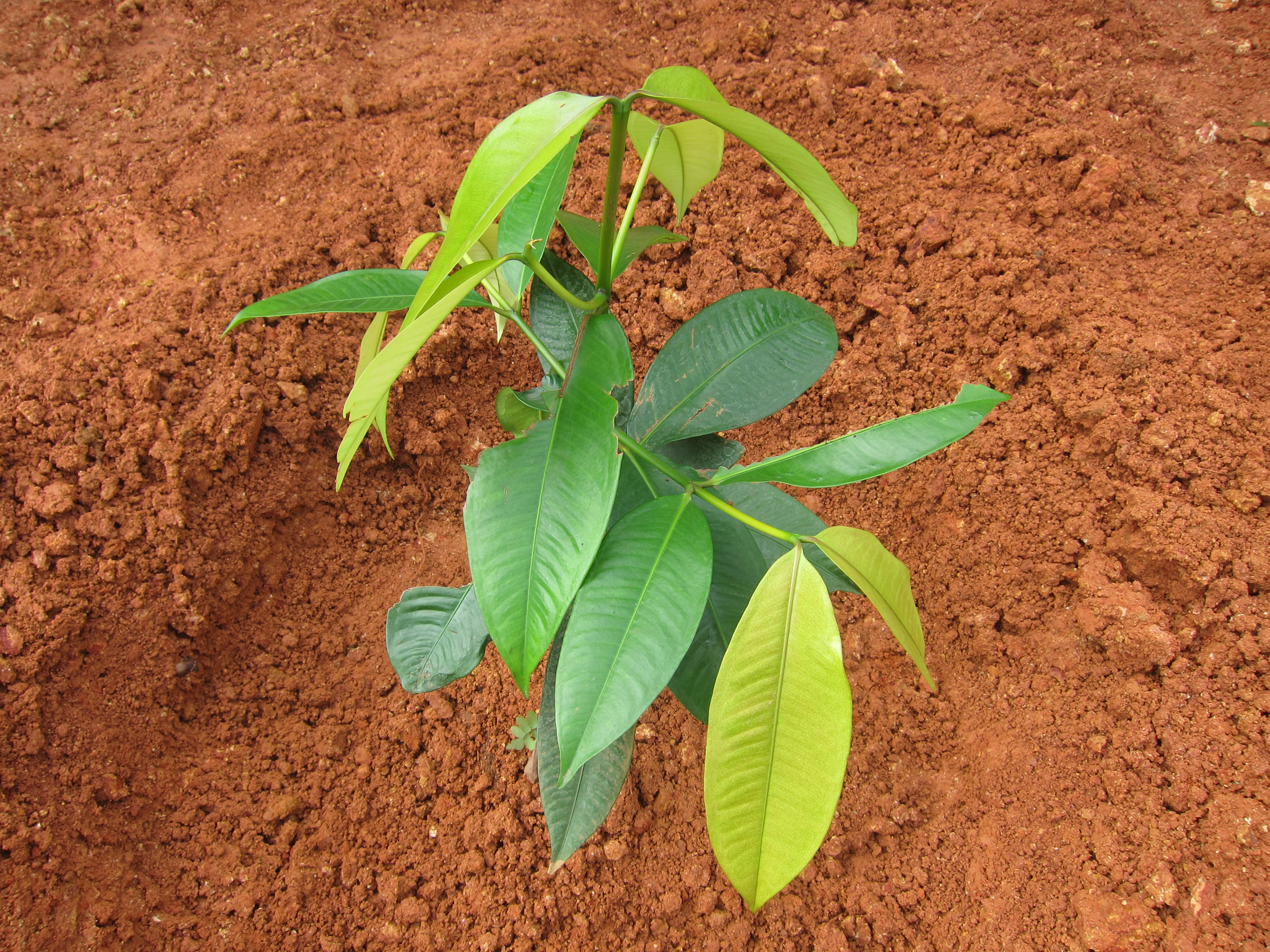
Jeune mangoustanier.
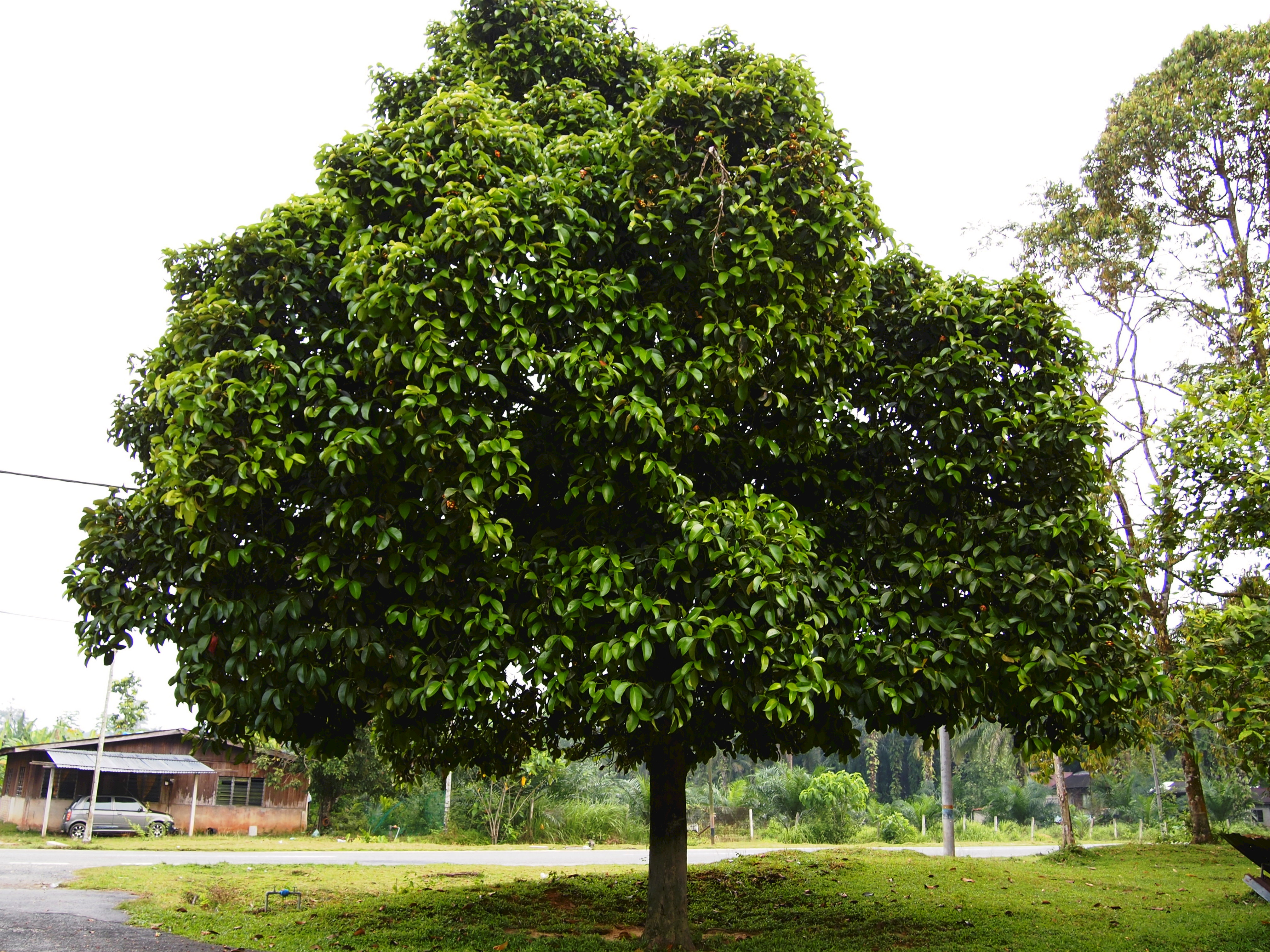
Mangoustanier adulte.
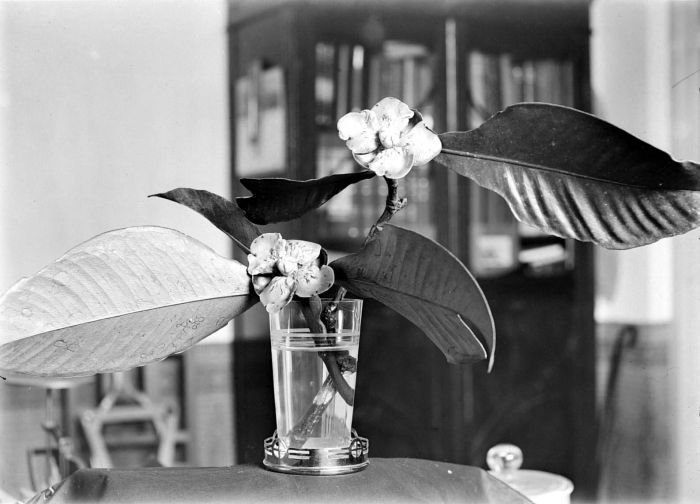
Fleur de mangoustanier.
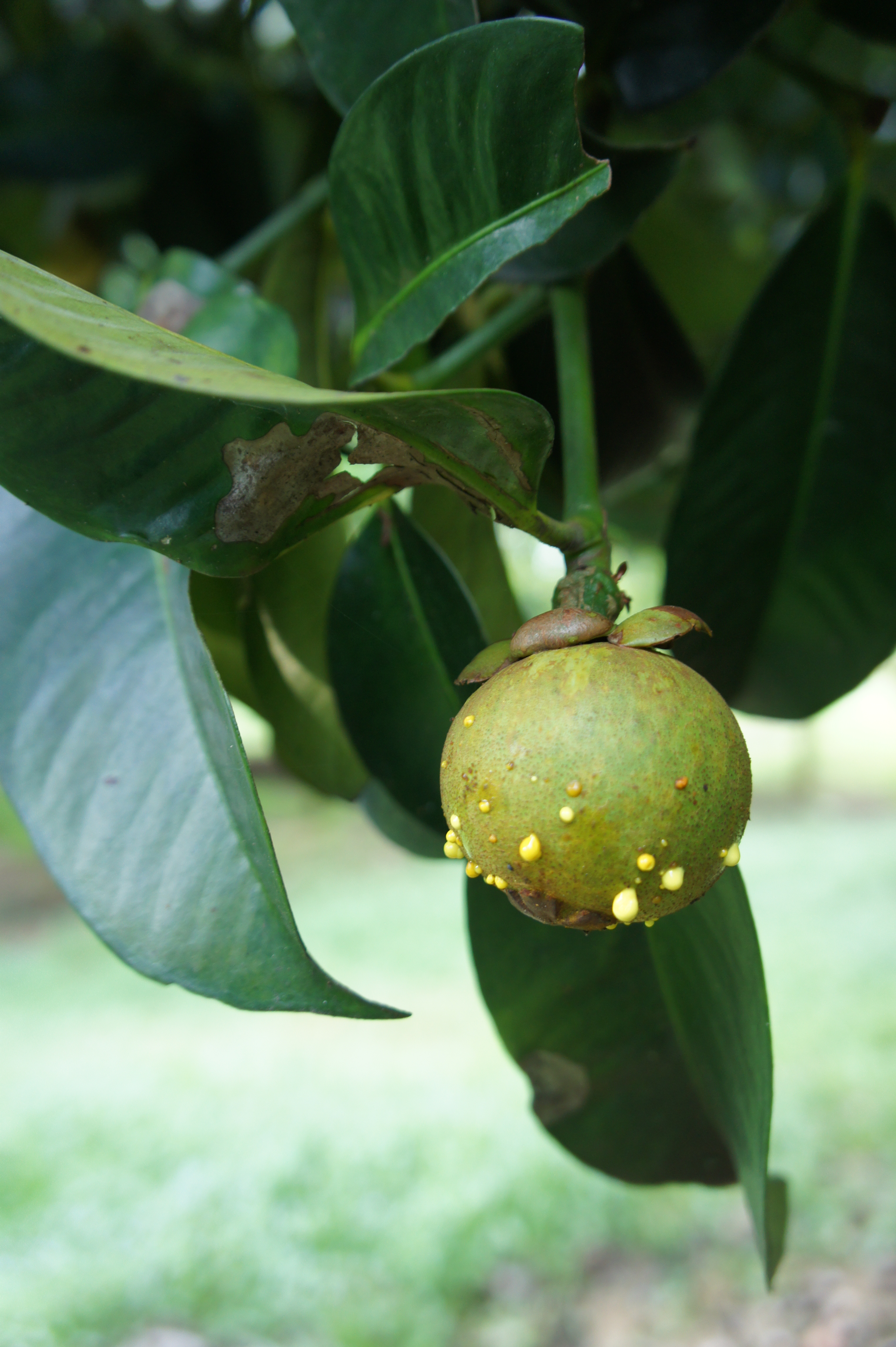
Jeune mangoustan d'où perlent des gouttes de latex jaune.
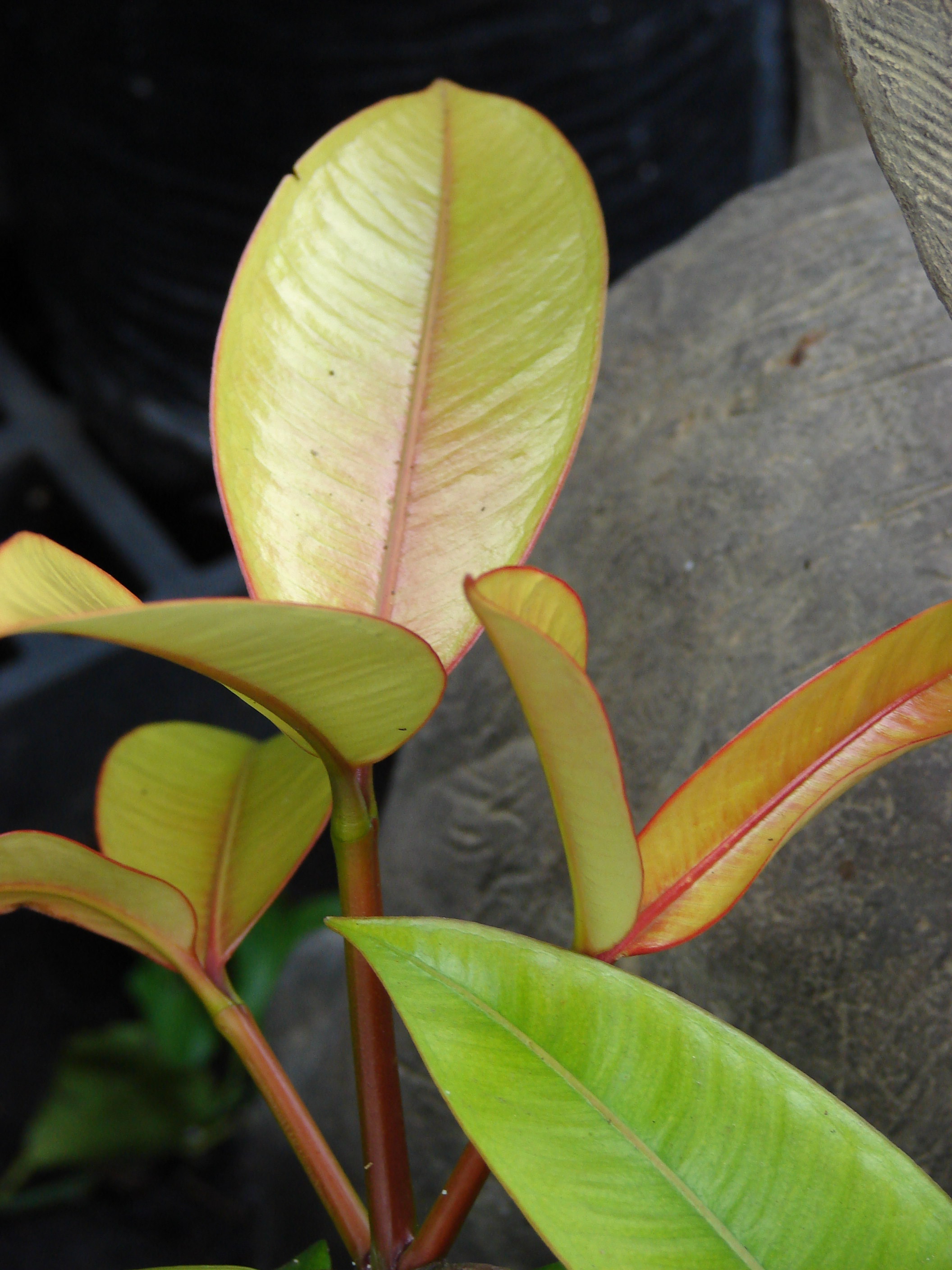
Jeunes feuilles de mangoustanier.

## Maturation du fruit
Le jeune mangoustan, qui ne nécessite pas de fécondation pour se former (agamospermie), apparaît d'abord blanc verdâtre à l'ombre de la canopée. Il croît ensuite deux à trois mois jusqu'à atteindre 6-8 centimètres de diamètre, pendant que l'exocarpe, qui reste dur jusqu'à la maturation finale, vire au vert foncé.
L'exocarpe du mangoustan contient un ensemble de polyphénols, dont des xanthones et des tanins lui conférant une astringence décourageant la prédation par les insectes, les champignons, les virus, les bactéries et les animaux, tant que le fruit est immature. Quand le fruit a terminé sa croissance, la synthèse de chlorophylle ralentit et débute la phase de coloration. Sur une période de dix jours, la pigmentation de l'exocarpe, initialement rayée de rouge, passe du vert au rouge, puis au violet foncé, indiquant la maturation finale, ce qui s'accompagne d'un ramollissement de l'exocarpe, d'une forte amélioration de la comestibilité, et de la qualité gustative du fruit. Le processus de maturation, indique que les graines ont fini leur développement et que le fruit peut être mangé
Les jours suivant la récolte, l'exocarpe durcit selon les manipulations et les conditions ambiantes de stockage, en particulier le taux d'humidité. Si l'humidité ambiante est élevée, le durcissement de l'exocarpe peut prendre une semaine ou plus, jusqu'à ce que la qualité de la chair soit optimale et excellente. Cependant, après plusieurs jours, en particulier si le lieu de stockage n'est pas réfrigéré, la chair à l'intérieur du fruit peut perdre ses qualités sans trace extérieure évidente. Ainsi, les deux premières semaines qui suivent la récolte, la dureté de la croûte n'est pas un indicateur fiable pour indiquer la fraîcheur de la chair. Le fruit est généralement bon quand l'exocarpe est tendre comme quand il est vient de tomber de l'arbre.
L'endocarpe comestible du mangoustan est blanc et a la forme et la taille d'une mandarine (environ 4-6 centimètres de diamètre). Le nombre de segments du fruit (4 à 8, rarement 9) correspond au nombre de lobes du stigmate à l'apex ; ainsi, un nombre plus élevé de segments charnu correspond a moins de graines. Les plus grands segments contiennent une graine apomictique non consommable (à moins d'être grillée). Ce fruit non-climactériques ne mûrit plus après la récolte et doit être consommé rapidement.
Souvent décrite comme d'une subtile délicatesse, la chair comporte un arôme exceptionnellement doux. On explique sa relative douceur par environ 1/400e des constituants chimiques de parfumé de fruits. Les principaux composés à l'origine des notes de caramel, d'herbe et de beurre du mangoustan sont l'acétate d'hexyle, l'hexenol et l'α-copaène.

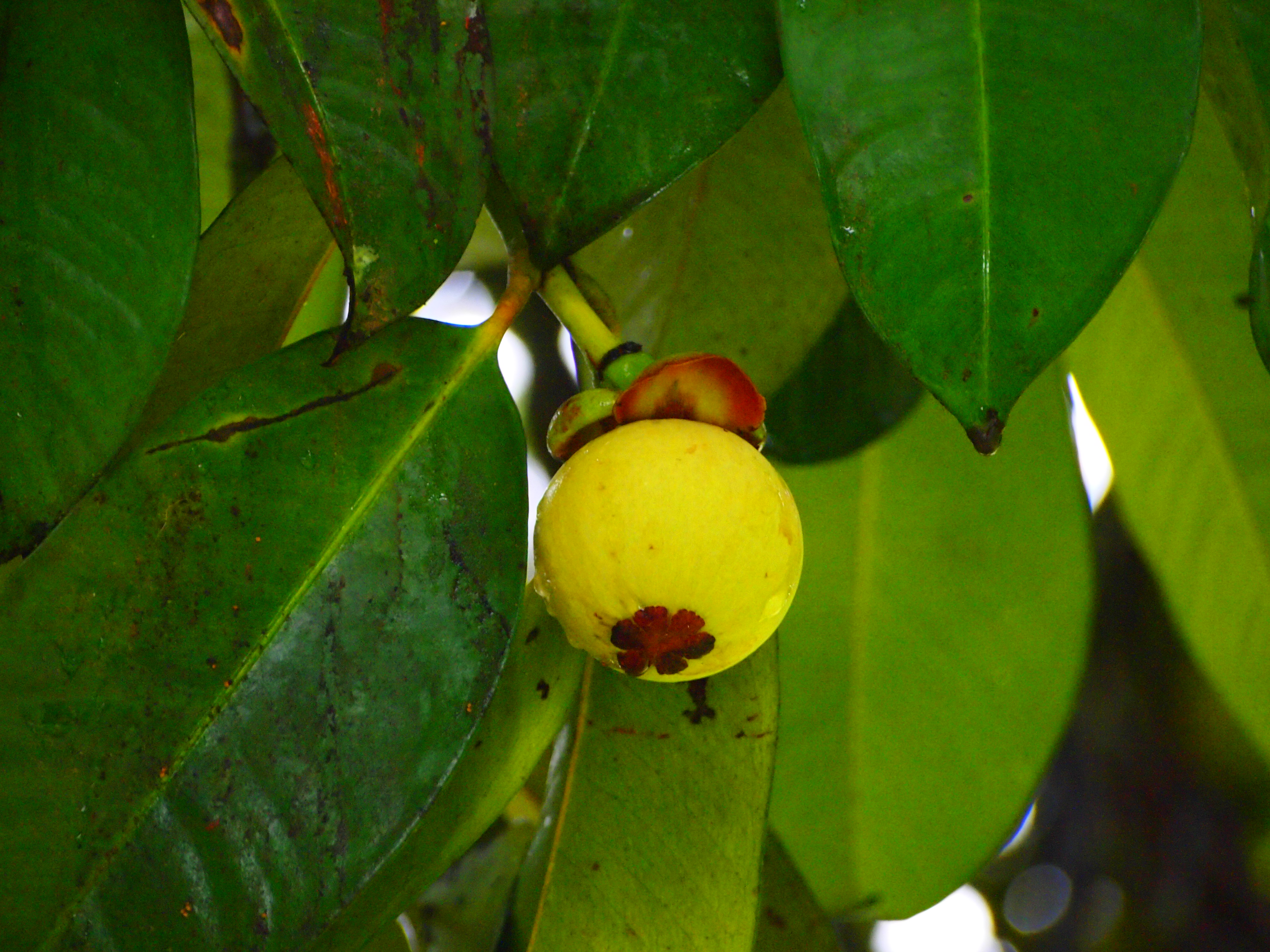
Jeunes fruits.
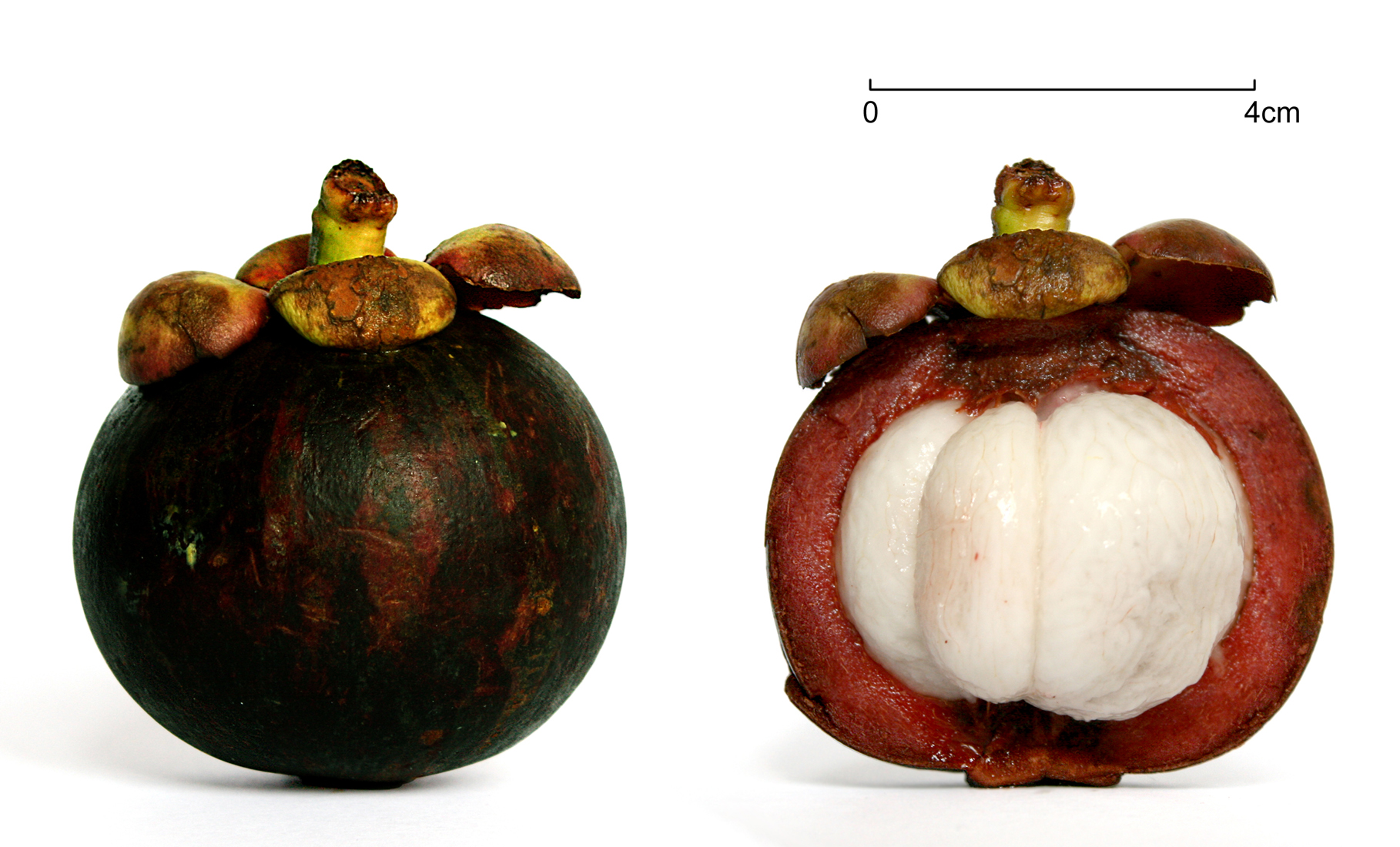
Mangoustan : vue d'ensemble et coupe.
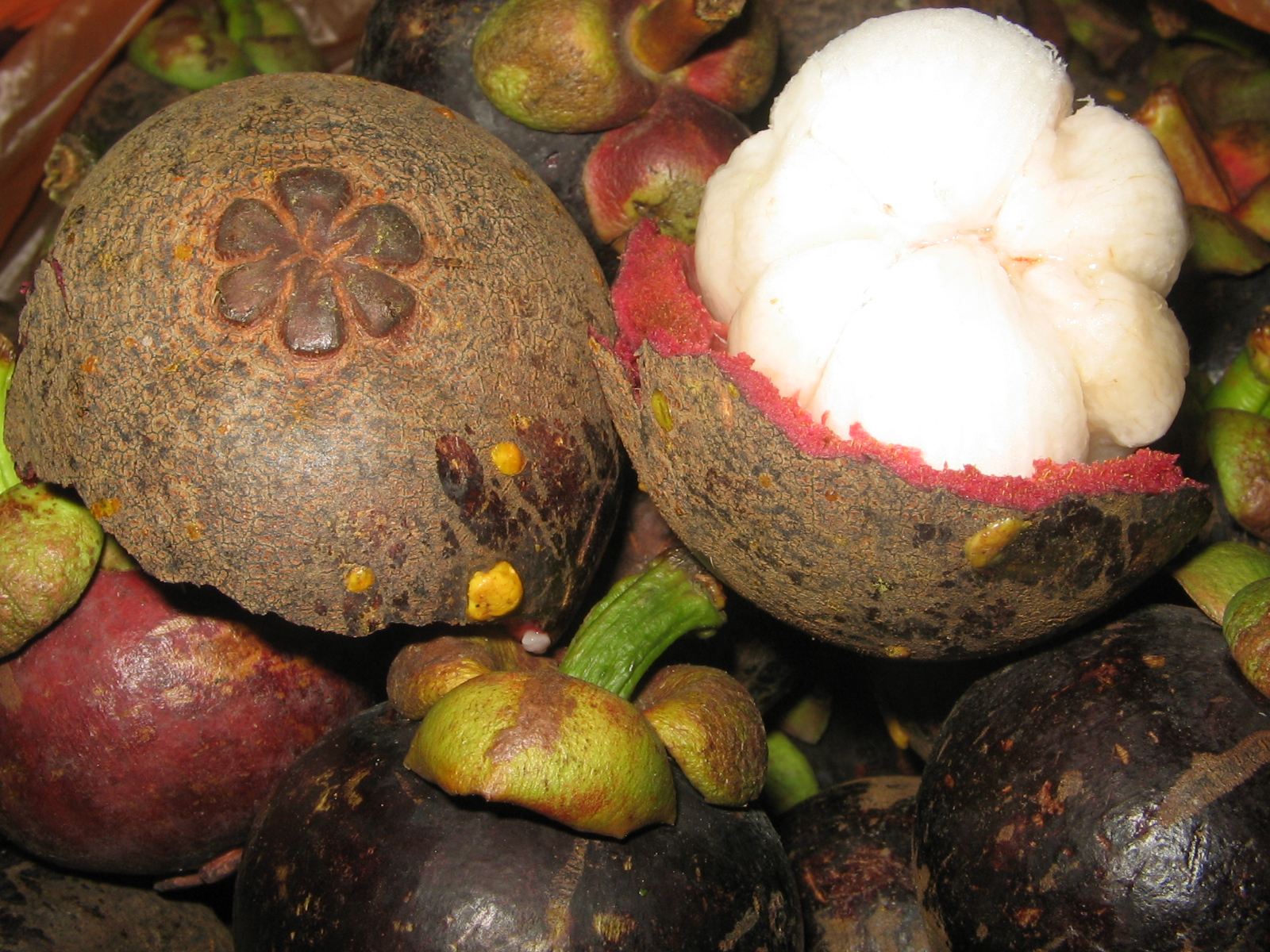
Mangoustan en coupe montrant l'apex du fruit est les vestiges de son stigmate.
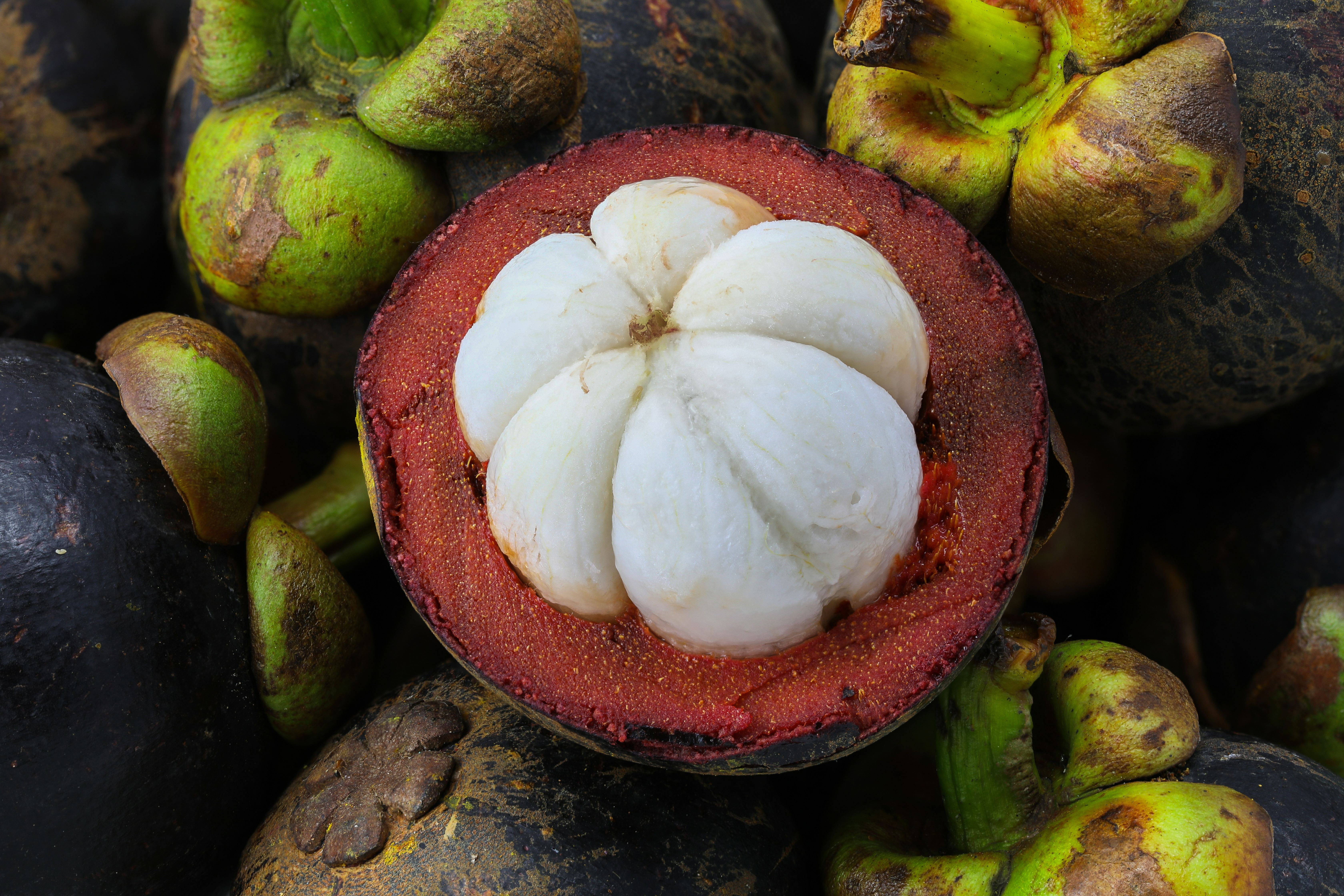
Mangoustan, fruit sucré, juteux et acidulé, du mangoustanier, vu en coupe.

## Valeur nutritionnelle des conserves au sirop
L'endocarpe du mangoustan est la partie charnue blanche à saveur douce qui le rend si populaire. Les analyses nutritives de conserves indiquent une relative pauvreté en nutriments et de faibles apports nutritionnels (cf. tableau de données pour les fruits au sirop en conserve ; la valeur nutritive des fruits frais diffère probablement, mais les analyses n'ont pas encore été publiées par une source fiable).

## Histoire
Le mangoustan est une plante originaire d'Asie du Sud-est. Très apprécié pour sa chair juteuse, à texture délicate et à saveur légèrement aigre-douce, le mangoustan a été cultivé depuis l'antiquité en Malaisie, à Bornéo, Sumatra, en Asie du Sud-est continentale et aux Philippines. Dans le Yingya Shenglan, ouvrage chinois du XVe siècle, le mangoustan est décrit sous le nom de mǎngjíshì (dérivé du Malais manggis), comme un fruit originaire d'Asie du Sud-est dont la chair blanche a une délicieuse saveur aigre-douce.

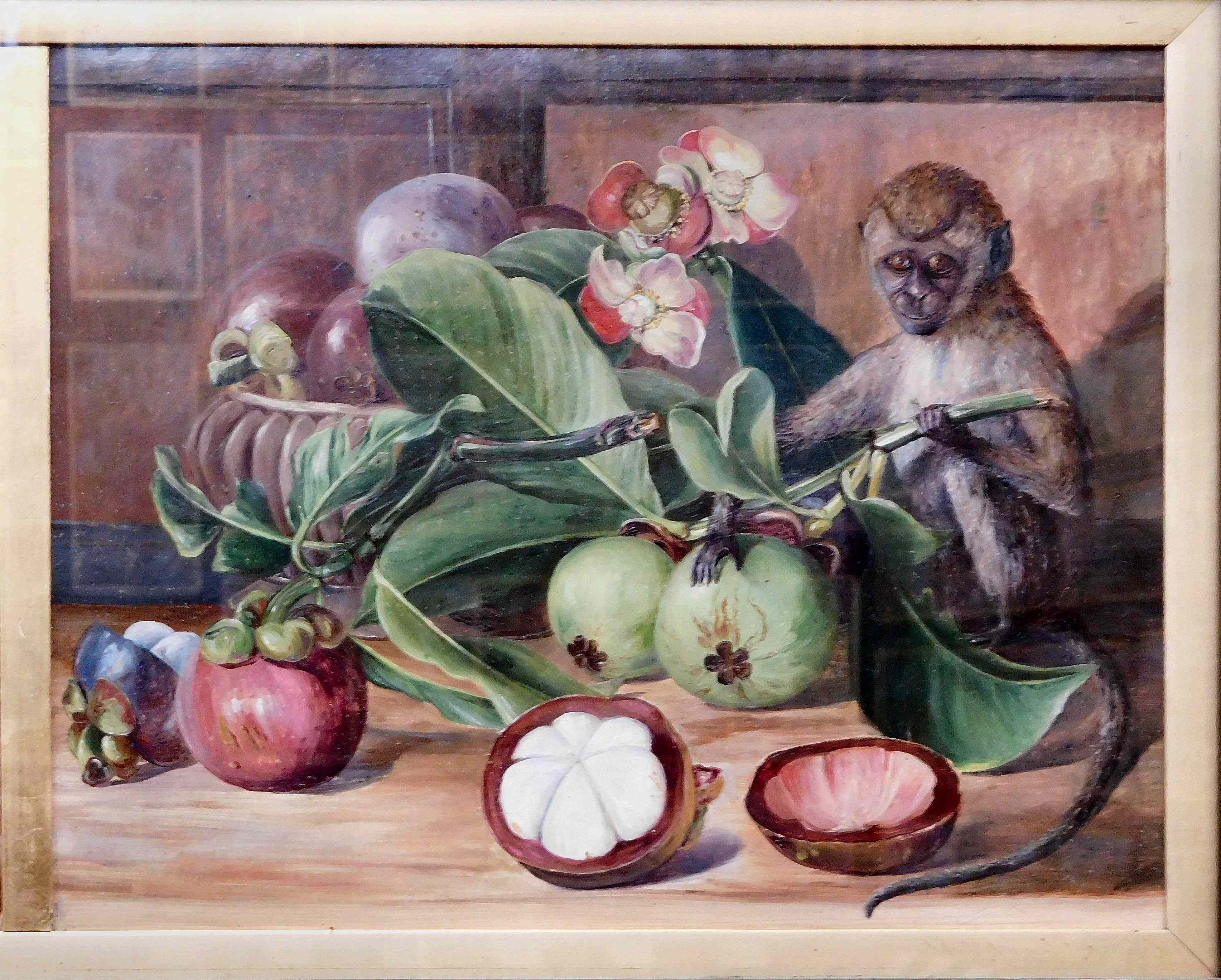
Fleurs et fruits de mangoustanier et singe de Singapour, par Marianne North (avant 1890).

Une description du mangoustan est proposée dans le Species Plantarum de Linné en 1753. Le mangoustan a été introduit dans des serres britanniques en 1855. Par la suite sa culture a été introduite dans l'Hémisphère Occidental, notamment dans les Indes occidentales, en particulier en Jamaïque, puis plus tard en Amérique continentale comme au Guatemala, au Honduras, au Panama ou en Équateur. Le mangoustanier se développe généralement mal en dehors des régions tropicales.
Une légende rapporte que la Reine Victoria promettait une récompense de 100 livres sterling à qui lui rapporterait ces fruits. Bien que cette légende soit sourcée d'une publication de 1930 par le spécialiste des fruits David Fairchild, et ne soit corroborée par aucun document historique connu, elle est probablement à l'origine de l'appellation du mangoustan comme la « Reine des Fruits, ». Les thaïlandais qualifient le mangoustan, et le durian, de rois des fruits ; le mangoustan est même surnommé le fruit des dieux.
Le journaliste et gastronome R. W. Apple, Jr a dit de ces fruits : « Il n'y a, d'après moi, pas de fruits plus excitant, enivrant et pulpeux… Je préfèrerais en manger un seul, plutôt qu'un hot fudge sundae, ce qui veut dire beaucoup pour un grand garçon de l'Ohio ». Depuis 2006, la faible production de ce fruit provenant de Puerto Rico est vendue aux États-Unis dans des épiceries fines spécialisées et des restaurants gastronomiques, où les segments de chair sont servis dans des desserts rares.

## Utilisations

### Culinaire
En raison des restrictions d'importation, le mangoustan n'est pas encore disponible dans certains pays. Bien que disponible en Australie, ce fruit est encore rare dans les épiceries d'Amérique du Nord. Des fruits frais peuvent être saisonnièrement disponibles dans certains quartiers chinois ou magasins spécialisés en produits asiatiques, directement importés depuis leur région d'origine (Asie du Sud-est).
Les mangoustans sont disponibles en conserve et congelés dans les pays occidentaux. Jusqu'en 2007, les mangoustans frais étaient interdits d'importation aux États-Unis, à moins de subir des fumigations ou des irradiations destinées à tuer les espèces asiatiques de mouche des fruits. On peut également trouver de la chair de mangoustan lyophilisée ou déshydratée.
À partir de leur arrivée aux États-Unis en 2007, les mangoustans frais étaient vendu à un maximum de 60 $/livre dans des magasins spécialisés de New York. Ils sont ensuite devenus plus disponibles et à des prix souvent plus bas aux États-Unis et au Canada. La quasi-totalité de l'offre est importée de Thaïlande.
Avant d'arriver à maturité, la peau du mangoustan est fibreuse et ferme, mais elle devient cassante et facile à ouvrir lorsque le fruit mûrit. Pour ouvrir une base de mangoustan, la peau rigide peut être scarifiée à l'aide d'un couteau, puis pressée avec les pouces jusqu'à ce qu'il craque, afin de dégager la chair. Autrement, on peut ouvrir un mangoustan sans couteau en appuyant à la base du fruit jusqu'à ce qu'il cède, ce qui permet de retirer la coque et manger le fruit intact au bout de sa tige. Lors de l'épluchage des fruits mûrs, le jus violet de l'exocarpe est réputé tacher la peau et les tissus.

### Médecine traditionnelle
On connait des utilisations dans la médecine traditionnelle, principalement en Asie du Sud-est, pour les différentes parties de la plante. Elle a été utilisée pour traiter les infections de la peau, des plaies, la dysenterie ou les infections des voies urinaires, et gastro-intestinales.
Les fruits secs sont acheminés à Singapour afin d'en tirer des médicaments, distribués dans plusieurs pays à travers l'Asie, pour traiter la dysenterie, les maladies de peau, et de diverses autres maladies mineures. Il n'y a aucune preuve fiable que le jus, la purée, l'écorce ou les extraits de mangoustan, soient efficaces comme traitement pour les maladies humaines,.
Les fruits, les feuilles et le bois de cœur du mangoustan contiennent naturellement des polysaccharides et des composés de xanthone. Les fruits mûrs contiennent des xanthones, de la gartanine et ses dérivés (8-disoxygartanine, normangostine).

### Autres utilisations
Les rameaux de mangoustan ont été utilisés comme des bâtonnets à mâcher au Ghana.
Le bois a été utilisé pour fabriquer des lances et de l'ébénisterie en Thaïlande.
L'écorce du mangoustan a été utilisée également pour tanner le cuir en Chine.

## Composés phytochimiques des pelures
La pelure de mangoustan contient des xanthonoïdes, telle la mangostine, et d'autres composés phytochimiques. La recherche sur la phytochimie de la plante sans étude clinique humaine, est cependant insuffisante pour assurer la sécurité ou l'efficacité de son utilisation comme complément alimentaire,.

## Multiplication, culture et récolte
Le mangoustan est généralement multiplié par semis. La multiplication végétative est difficile, et les semis sont plus robustes et fructifient plus tôt que les pieds issus de multiplication végétative.
Le mangoustan produit des semences récalcitrantes qui ne sont pas de vraies semences au sens strict, mais plutôt des embryons nucellaires issus d'une reproduction asexuée : la présence de semences n'implique pas une fécondation, et la plantule est alors génétiquement identique au pied mère. Si on la laisse sécher, la graine meurt rapidement, mais si elle est maintenue humide, la germination se produit entre 14 et 21 jours. La plante peut alors être conservée en pépinière environ 2 ans dans un petit pot.
Lorsque les arbres atteignent environ 25–30 centimètres, ils sont transplantés en pleine terre avec un espacement de 20 à 40 mètres. Après la plantation, le sol est paillé afin de contrôler les mauvaises herbes. Le repiquage a lieu dans la saison des pluies, car les jeunes arbres sont susceptibles d'être endommagés par la sécheresse. Leur culture est souvent associée à des bananes, du plantain, des ramboutans, des durians ou des cocotiers, parce que les jeunes mangoustaniers ont besoin d'ombre. Les cocotiers sont utilisés principalement dans les régions à saison sèche longue, les palmes fournissent également de l'ombre pour la maturation de mangoustaniers adultes. Un autre avantage de la culture intercalaire avec le mangoustan est la limitation des mauvaises herbes.
Le mangoustanier est un arbre tropical préférant des conditions de chaleur constante (il meurt s'il est exposé à des températures négatives de façon prolongée), mais supporte de brèves vagues de froid, qui n'endommagent alors que les jeunes pousses fragiles (des horticulteurs expérimentés ont cultivé cette espèce en extérieur et obtenu des fruits à l'extrême sud de la Floride). La croissance des arbres est retardée si la température est inférieure à 20 °C. L'intervalle de température idéale pour la croissance et la production de fruits est de 25-35 °C avec une humidité relative supérieure à 80%. La température maximale est de 38-40 °C (les feuilles et les fruits sont sensibles à la fois à la canicule et aux coups de soleil), alors que la température minimale est de 3-5 °C. Les jeunes plants préfèrent un ombrage fort, tandis que les arbres adultes sont tolérants à l'ombre.
Les mangoustaniers ont un faible système racinaire et préfèrent les sols profonds, bien drainés, à forte teneur en eau, souvent sur les berges de rivières. Le mangoustan n'est pas adapté aux sols calcaires, sableux, alluviaux ou sableux à faible teneur en matière organique. Les mangoustaniers ont besoin de précipitations bien réparties au cours de l'année : < 40 millimètres/mois et de trois à cinq semaines de saison sèche,.
Les mangoustaniers sont sensibles à la disponibilité en eau et à l'apport de fertilisants, et leurs besoins augmentent avec l'âge des arbres, quelle que soit la région. La maturation des mangoustans prend 5-6 mois. La récolte est réalisée lorsque les péricarpes virent au pourpre.

### Culture
La sélection de porte-greffe et la greffe sont des questions importantes dans la culture du mangoustan pour améliorer la production, la récolte ou la synchronisation de la saisonnalité. La plupart des ressources génétiques sont stockées dans des collections de matériel génétique (germplasmes), alors que certaines espèces sauvages sont cultivées en Malaisie et aux Philippines. On a choisi ces méthodes de conservation car le stockage de graines séchées à basse température a été infructueux.
La reproduction du mangoustan par transplantation a été délaissée en raison du délai nécessaire avant les premières fructifications résultant d'un long cycle de reproduction. Les objectifs de sélection pour améliorer la production de mangoustan sont les suivants :
- la tolérance à la sécheresse, en particulier les 5 premières années suivant la germination ;
- l'architecture de l'arbre, pour produire une couronne régulière et pyramidale ;
- la qualité des fruits, notamment :
  - éviter les composants à goût amer, liés à des changements dans la pulpe, le péricarpe ou l'arille,
  - éviter les fissures du péricarpe résultant d'une sur-absorption d'eau ;
- le porte-greffe pour mieux adapter à la sécheresse et permettre un développement vigoureux lors des premières années de croissance.

### Rendement
Le mangoustanier peut porter des fruits dès 5 ou 6 ans, mais il nécessite généralement 8 à 10 ans pour commencer à produire. Le rendement varie selon le climat et l'âge de l'arbre. La première fois, un jeune arbre peut porter 200 à 300 fruits, alors que plus tard, il produira environ 500 fruits par saison en moyenne. Il atteint sa pleine maturité à l'âge de 30-45 ans, et peut alors produire jusqu'à 3 000 fruits et rester ainsi en production jusqu'à 100 ans,.

### Productions régionales
La plupart de la production mondiale de mangoustan provient d'Asie du Sud-est, et principalement de Thaïlande qui présente la plus vaste superficie plantée, avec 4 000 hectares en 1965 et 11 000 hectares en 2000, produisant annuellement plus de 46 000 tonnes. Les autres grands producteurs Asiatiques sont l'Indonésie, la Malaisie et les Philippines. La production de mangoustan à Puerto Rico est un succès, mais malgré des décennies de tentatives, la production reste limitée partout ailleurs dans les Caraïbes, en Amérique du Sud, en Floride, en Californie, à Hawaï ou tous continents autres que l'Asie,,,,.

### Maladies et ravageurs

#### Maladies et ravageurs communs
Les agents pathogènes du mangoustan sont communs à d'autres arbres tropicaux. Les maladies peuvent être classées entre celles du feuillage, des fruits, des tiges et celles liées au sol.
La brûlure des feuilles liée au champignon Pestalotiopsis flagisettula (identifié uniquement en Thaïlande) est une maladies qui affectent surtout les jeunes feuilles et provoque le pourrissement des fruits avant et après la récolte. Ce pathogène provoque également un chancre de la tige conduisant à un dépérissement. Parmi les autres symptômes, les chancres provoquent la fente de la tige, des gommoses et le cloquage de l'écorce. Cette maladie a été principalement observée en Thaïlande, en Malaisie et dans le Nord du Queensland.
Une autre maladie commune est la « brûlure du fil blanc » liée au champignon Marasmiellus scandens. Son nom du mycélium qui ressemble à du fil. Les feuilles, les rameaux et les branches peuvent également être endommagés par la maladie. Les spores se propagent par le vent, la pluie et les insectes, et de se développent à l'ombre par temps humide.
Une importante maladie affectant le mangoustan après la récolte, notamment en Thaïlande est la pourriture des fruits liée à Diplodia theobromae qui pénètre la plante hôte par des blessures, comme pathogène secondaire.
Phellinus noxius vit sur les racines et la base du tronc et provoque la "maladie des racines brunes", un nom dérivé de l'aspect du mycélium se liant aux particules du sol. Le champignon se disperse par contact avec les bois épais contaminés ou les rhizomorphes sur les souches d'arbres.
Quelques parasites se nourrissent des feuilles et des fruits du mangoustanier, dont des chenilles (Stictoptera sp.), la mineuse des feuilles (Phyllocnictis citrella) et des pyrale du fruits (Curculio sp.) qui se nourrissent de différentes parties de fruit avant leur maturité. Les larves folivores peuvent causer particulièrement de dommages dans les pépinières, s'attaquant aux jeunes feuilles, mais peuvent être gérés en lutte biologique par des auxiliaires.

#### Mesures de contrôle des maladies et des ravageurs
Différentes options de gestion peut être appliquées pour le contrôle des maladies du mangoustan, :
- des mesures pour limiter l'exposition au soleil afin de réduire la brûlure des feuilles et le chancre de la tige ;
- la réduction des blessures liées aux insectes et aux intempéries afin de minimiser l'apparition de maladies ;
- la modification du microclimat par l'espacement entre les arbres et l'élagage ;
- l'application de produits chimiques protecteurs sur le collet, les racines et la souche pour limiter les maladies racinaires ;
- l'emploi de fongicides pour contrôler les agents responsables de maladies cryptogamiques ;
- la lutte biologique ou les insecticides pour lutter contre les insectes ravageurs.

## Marketing
Le mangoustan frais est commercialisé seulement sur une courte période de six à dix semaines en raison de son caractère saisonnier. Il est surtout cultivé par de petits producteurs et vendu sur des étals de fruits en bords de routes. L'approvisionnement irrégulier conduit à de fortes fluctuations de prix tout au long de sa saison et au fil des ans. En outre, il n'existe pas de standard d'évaluation de la qualité du produit ou de système de classement, ce qui rend difficile le commerce international de ce fruit. Le mangoustan reste encore rare dans les marchés occidentaux, bien que sa popularité augmente, et qu'il soit souvent cher.

## Noms vernaculaires
Cette plante porte plusieurs noms en français.

L’arbre est appelé mangostan, mangostanier, mangoustan, mangoustanier, mangoustier ou mangostier.

Son fruit est appelé mangoustan, mangouste, fruit des dieux ou reine des fruits (en hommage à la reine Victoria).
Comme toute espèce largement utilisée, Garcínia mangostana porte de nombreux autres noms vernaculaires dans différentes langues :
- Allemand - Mangostane (arbre) ; Mangostin, Mangostanbaum, Mangostan, Wohlriechende Mangostane (fruit)
- Chinois - Dao Nian Zi, Mang Ji Shi
- Cingalais- Mangoos, Maengus
- Coréen - Mang Ko Seu T’in
- Danois - Mangostan
- Espagnol - Mangostán (arbre) ; Mangustán (fruit)
- Inde :
  - Kannada - Mangosteen Hannu
  - Malayalam - Shulampuli, Sula Puli
  - Tamoul - Mankustan, Mangusthan, Mengustan
- Indonésie :
  - Aceh - Manggoita
  - Langues de Sulawesi du Nord - Bagustang, Manggastan, Manggusta
  - Balinais - Manggis, Manggista, Manggusta
  - Batak - Manggis, Manggisto, Manggous, Manggusta
  - Bima - Manggusta
  - Boeginese (Sulawesi) - Manggisi
  - Boeol, Manado (Sulawesi) - Manggusta
  - Dyak - Sungkup
  - Punan Malinau (Kalimantan oriental) - Malung
  - Lundanye (Kalimantan oriental) - Kitong
  - Merap (Kalimantan oriental) - Bua Tiu’
  - Kenyah Uma’ (Kalimantan oriental) - Kitung
  - Enggano (Sumatra) - Epiko
  - Gajo (Sumatra) - Guste, Manggi, Mangi
  - Gorontalo (Sulawesi) - Manggusta
  - Javanais - Manggis
  - Halmahera du Nord - Bahutang, Basitang, Basitangi, Busutang
  - Halmahera du Sud - Mangustang
  - Koeboe - Mangos
  - Lampong (Sumatra) - Manggus, Mangos
  - Madurese - Mangghis
  - Makassar - Kirasa, Manggisi, Mangkosota
  - Malais - Manggis, Manggistan, Manggusta, Manggustan
  - Mentawaï (Sumatra) - Lakopa, Malakopa
  - Minangkabau - Manggih
  - Nias - Magi
  - Roti (Timor) - Mangis, Makis
  - Sangir (Sulawesi) - Manggustang
  - Soundanais - Manggu
  - Ternate - Mangustang
- Italien - Garcinia, Mangostana (fruit) ; Mangostano (arbre)
- Japonais - Mangosuchin, Mangoosutin, Mangosutin
- Laotien - Kok Mak Mang Kout
- Malaisie :
  - Malais - Manggis
  - Sakai - Gamus, Gamush
  - Semang - Masta, Mesta, Ple Semeta
- Néerlandais - Manggis, Manggistan
- Philippines :
  - Sulu - Manggis
  - Tagalog - Mangostan
- Portugais - Mangostão
- Russe - Maнгуcтaн Mangustan
- Slovaque - Mangostan
- Tchèque - Garcínie Mangostan
- Thaïlandais - Mang Khút, Mangkhut, Mangkut (มังคุด)
- Vietnamien - Cây Măng Cụt, Măng Cụt, Trái Măng Cụt